# Вотерлу (Онтарио)
Вотерлу (енгл. Waterloo) је град у Канади у покрајини Онтарио.
Киченер и Вотерлу се често заједно називају "Киченер–Вотерлу", "Кеј-Даблју" или "градови близанци". Иако је било неколико неуспешних покушаја спајања општина Киченер и Вотерлу, након успостављања Регије Ватерлу из 1973. године, мотивација за то била је мања. У време 2016 становништво Вотерлуа било је 104.986. 

## Историја
'Проглас за Халдиманд'  био је земљишни грант Ирокуоисa да надокнади њихов ратни савез са Британцима током Америчке револуције. Блок број 2 (ака Блок 2) купио је Ричард Бизли од Џозефа Бранта (у име Шест нација из 1796. године) хипотеком коју је држало Шест нација. Блок 2, величине 94.012 хектара, налазио се у округу Горе. Да би испунио своје хипотекарне обавезе, Бизли је морао продати делове земље досељеницима. Ово је било у супротности са првобитним хипотекарним уговором, али су уведене накнадне промене споразума да би се дозволила продаја земљишта.

## Становништво
Према резултатима пописа становништва из 2011. у граду је живело 98.780 становника, што је за 1,3% више у односу на попис из 2006. када је регистровано 97.475 житеља.
| 2006.  | 2011.  |
| ------ | ------ |
| 97.475 | 98.780 |